# 中路雅弘
中路 雅弘（なかじ まさひろ、1926年7月14日 - 2002年1月14日）は日本の政治家。衆議院議員（5期）。
京都府出身。旧制成城高等学校（現：成城大学）を経て1947年に京都帝国大学法学部を中退。

## 経歴
日本青年共産同盟（現：日本民主青年同盟）中央委員や日本共産党神奈川県常任委員として活動し、1967年の参議院補欠選挙に神奈川県選挙区から共産党公認で立候補するが落選。その後1968年（第8回）・1971年（第9回）の参議院選挙にも立候補するも落選。翌1972年の第33回衆議院議員総選挙に旧神奈川2区から立候補し初当選。その後は当落を繰り返し、1976年（第34回）・1983年（第37回）・1990年（第39回）・1993年（第40回）の総選挙では落選。1979年（第35回）・1980年（第36回）・1986年（第38回）・1996年（第41回）の総選挙では当選。なお、1996年は小選挙区制の神奈川10区から出馬し、同選挙区では新進党の永井英慈に敗れたものの、重複立候補していた比例南関東ブロックで復活当選となった。2000年の第42回衆議院議員総選挙には立候補せず、政界を引退した。
事実上の後継は大森猛である。